# Association En Parler
L'association En Parler est une association loi de 1901, fondée en 2017 par Sandrine Rousseau sous le nom d'Association Parler. Elle a pour but l'entraide entre victimes de violences sexuelles, la libération de la parole et l'augmentation des dépôts de plainte.

## Création de l'association, et premiers pas

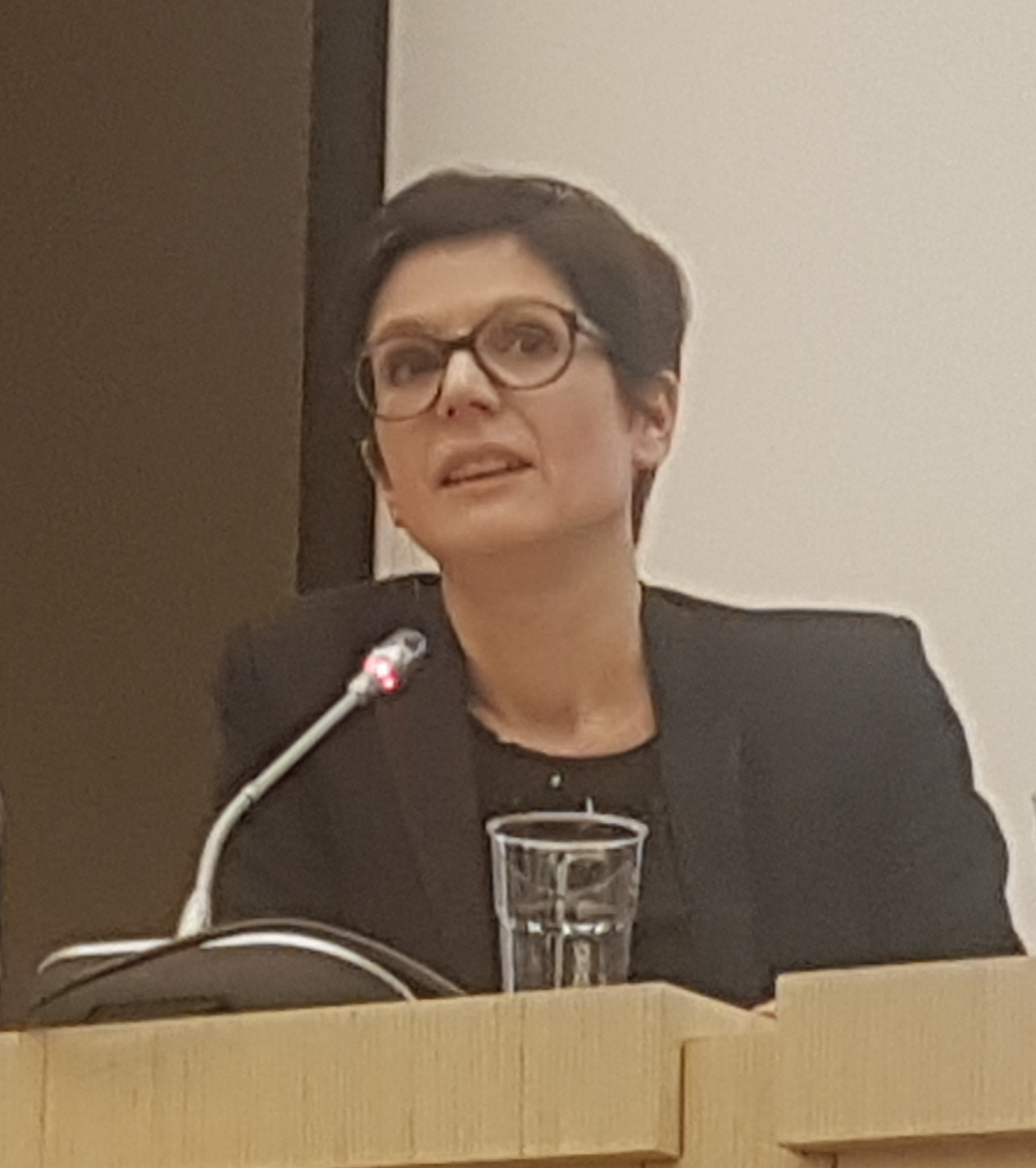
Sandrine Rousseau (fondatrice de l'association) en février 2019

En mai 2016, Sandrine Rousseau fait partie des femmes accusant Denis Baupin d'agressions sexuelles. Leur plainte sera classée sans suite pour prescription. 
À la suite de cette affaire, elle publie Parler aux éditions Flammarion en septembre 2017, dans lequel elle raconte le parcours du combattant de la prise de parole au dépôt de plainte, et à l'après. Elle annonce la création de l'association du même nom. 
Fin 2017, Sandrine Rousseau lance un appel aux dons et aux bénévoles pour pouvoir enclencher les premières actions d'En Parler (anciennement Parler). 
Quatre premières antennes de l'association ouvrent dès janvier 2018 : Lille, Paris, Lyon et Bordeaux[réf. souhaitée]. Dans chacune de ces villes, chaque mois, Sandrine Rousseau accueille des femmes victimes de violences sexuelles et anime des groupes de parole. L'association En Parler devient la première association en France à organiser des groupes exclusivement entre paires, le but étant de créer un réseau d'entraide entre victimes et d’encourager les femmes à parler librement d'un sujet qu'il est difficile d'aborder ailleurs.[réf. nécessaire]

## Développement d'En Parler
L'association En Parler a une mission de sensibilisation. Elle participe chaque année à la mise en lumière du Point Noir, code de détresse pour signaler être victime de violences. Il s’agit également de la première association en France à avoir importé l'exposition artistique « Que portais-tu ce jour-là ? », réplique de « What were you wearing ? » créée par Jen Brockman, responsable du centre prévention aux agressions sexuelles au campus de l'université du Kansas. 
Parallèlement aux groupes de parole, à l'été 2019, l'association En Parler ouvre de nouveaux ateliers destinés aux femmes victimes de violences sexuelles, notamment des ateliers d'autodéfense ou encore des ateliers socio-esthétiques.  
À sa création, l'association Parler n'est ouverte qu'aux femmes. Après avoir été sollicitée à plusieurs reprises, elle ouvre, en septembre 2019 un groupe réservé exclusivement aux hommes victimes de violences sexuelles à Paris, ainsi qu'un groupe mixte à Bordeaux[réf. souhaitée]. 
L'association ouvre également de nouvelles antennes en 2019, à Rennes, Marseille et Saint-Nazaire. 
En 2020, ce sont deux nouvelles antennes qui ouvrent dès janvier : à Strasbourg et Bayonne.
L'association est rebaptisée « En Parler » en janvier 2021.